# Melodije morja in sonca 2015
XXXV. Melodije morja in sonca so potekale v soboto, 4. julija 2015, v Amfiteatru Avditorija Portorož. Vodila sta jih Mario Galunič in Lorella Flego. Na festivalu se je predstavilo 14 skladb: od tega 7 ali več, izbranih preko javnega razpisa (izbrala jih je strokovna komisija), in 7 skladb povabljenih avtorjev oziroma izvajalcev, ki jih je izbral organizacijski odbor festivala. Zbiranje pesmi je potekalo od 26. marca do 28. aprila 2015.
V spremljevalnem programu je nastopilo 5 duetov uveljavljenih izvajalcev z otroki, ki so zapeli pet preteklih uspešnic s festivala: Slavko Ivančić in Lia Lusa (Portorož 1905), Ladi Mljać in Dekliški pevski zbor Senožeče (Dobrodošli (v bife Pri Kralju)), Tinkara Kovač in Tjaša Rihter (Mars in Venera), Igor Mermolja in Maj Žigart (Amerika), Anika Horvat in Lana Legat (Lahko noč, Piran).

## Tekmovalne skladbe
Izborna komisija v sestavi Slavko Ivančić (predsednik komisije), Mojca Menart, Ivo Umek, Lean Klemenc in Lada Tancer je izmed 64 prispelih skladb za festival izbrala naslednjih 14:
| #   | Izvajalec                           | Naslov pesmi            | Avtor glasbe                            | Avtor besedila            | Avtor aranžmaja           | Mesto |
| --- | ----------------------------------- | ----------------------- | --------------------------------------- | ------------------------- | ------------------------- | ----- |
| 1.  | Bilbi                               | Limonada                | Maja Pihler Stermecki, Gregor Stermecki | Rok Vilčnik               | Peter Dekleva             | 12.   |
| 2.  | Ina Shai                            | Iščem sonce             | Martina Šraj, Vincenzo Capodivento      | Martina Šraj              | Vincenzo Capodivento      | 7.    |
| 3.  | Mozaik                              | Prvi poljub             | Tadej Vasle                             | Tadej Vasle               | Tadej Vasle               | 5.    |
| 4.  | Klepač in Gustinčič KinG            | Malo za hec, malo zares | Marino Legovič                          | Leon Oblak                | Marino Legovič            | 2.    |
| 5.  | Šturle                              | Hit poletja             | Dare Kaurič                             | Dare Kaurič               | Dare Kaurič               | 9.    |
| 6.  | Tulio Furlanič                      | Bloody Mary             | Marino Legovič                          | Damjana Kenda Hussu       | Marino Legovič            | 14.   |
| 7.  | Polona Furlan                       | Ostani še malo          | Aleš Klinar                             | Polona Furlan             | Aleš Klinar               | 4.    |
| 8.  | Žiga Rustja                         | Ne sodim sem            | Žiga Rustja                             | Žiga Rustja               | Žiga Rustja, Andrea F     | 13.   |
| 9.  | Katrinas                            | Do neba                 | Rok Golob                               | Katarina Habe             | Rok Golob                 | 10.   |
| 10. | Easy                                | Nekaj med nama          | Easy                                    | Angelo Misterioso         | Easy                      | 1.    |
| 11. | Francesco Squarcia & Sabrina Hebiri | Innamorarsi di te       | Francesco Squarcia                      | Francesco Squarcia        | Aleksandar Valenčić       | 8.    |
| 12. | Monika Pučelj                       | V dobrem in slabem      | Monika Paternoster                      | Monika Paternoster        | Dejan Dimec               | 11.   |
| 13. | Eva Boto & Gašper Rifelj            | Ljubezen dela čudeže    | Gaber Radojevič, Lea Sirk               | Gaber Radojevič, Lea Sirk | Gaber Radojevič, Lea Sirk | 6.    |
| 14. | Alja Krušič                         | Najin ples              | Lea Sirk                                | Lea Sirk                  | Lea Sirk                  | 3.    |

Izbrane so bile tudi 3 rezervne skladbe, ki pa se na samem festivalu niso predstavile:
| #  | Izvajalec                  | Naslov pesmi         | Avtor glasbe       | Avtor besedila     | Avtor aranžmaja                                                |
| -- | -------------------------- | -------------------- | ------------------ | ------------------ | -------------------------------------------------------------- |
| 1. | Aleksander Maraž           | Nekaj                | Aleksander Maraž   | Aleksander Maraž   | Sašo Fajon                                                     |
| 2. | Alex Volasko               | Moja fantazija       | Aleksander Volasko | Aleksander Volasko | Matej Pečaver                                                  |
| 3. | Tina in Vulture & The Guru | Ljubezen brez padala | Peter Gergolet     | Peter Gergolet     | Peter Gergolet, Andrej Kralj, Valter Sivilotti, Aljoša Saksida |

## Nagrade
Veliko nagrado festivala Melodije morja in sonca 2015 je prejel Easy za Nekaj med nama.
Nagrade strokovne komisije (Mojca Menart, Dragan Bulič, Alesh Maatko, Lean Klemenc in Zvone Petek) so prejeli:
- nagrado za najboljšo glasbo: Francesco Squarcia za Innamorarsi di te
- nagrado za najboljše besedilo: Angelo Misteriozo (psevdonim Draga Misleja - Mefa) za Nekaj med nama
- nagrado za najboljši aranžma: Aleksandar Valenčić za Innamorarsi di te
- nagrado za najboljšo izvedbo: Easy za Nekaj med nama
- nagrado Danila Kocjančiča, tj. za najobetavnejšega izvajalca oziroma avtorja: Ina Shai za Iščem sonce

### Ločeni rezultati glasovanja
Glasovi strokovne žirije, žirij radijskih postaj (RTV SLO 1, RTV SLO Koper, Celje, Murski Val, Sora, Maribor), občinstva v Avditoriju Portorož ter televizijskih gledalcev in radijskih poslušalcev.
| #   | Izvajalec (Skladba)                                     | Žirija | Radio | Občinstvo | Telefon | Skupaj | Mesto |
| --- | ------------------------------------------------------- | ------ | ----- | --------- | ------- | ------ | ----- |
| 1.  | Bilbi (Limonada)                                        |        | 6     |           |         | 6      | 12.   |
| 2.  | Ina Shai (Iščem sonce)                                  | 8      | 3     | 4         | 2       | 17     | 7.    |
| 3.  | Mozaik (Prvi poljub)                                    | 5      |       | 8         | 5       | 18     | 5.    |
| 4.  | Klepač in Gustinčič KinG (Malo za hec, malo zares)      | 6      | 4     | 10        | 7       | 27     | 2.    |
| 5.  | Šturle (Hit poletja)                                    | 2      | 7     | 1         | 4       | 14     | 9.    |
| 6.  | Tulio Furlanič (Bloody Mary)                            | 3      |       |           |         | 3      | 14.   |
| 7.  | Polona Furlan (Ostani še malo)                          | 4      | 12    | 3         | 3       | 22     | 4.    |
| 8.  | Žiga Rustja (Ne sodim sem)                              |        | 1     | 2         | 1       | 4      | 13.   |
| 9.  | Katrinas (Do neba)                                      | 1      | 8     |           |         | 9      | 10.   |
| 10. | Easy (Nekaj med nama)                                   | 12     | 10    | 12        | 12      | 46     | 1.    |
| 11. | Francesco Squarcia & Sabrina Hebiri (Innamorarsi di te) | 10     |       | 6         |         | 16     | 8.    |
| 12. | Monika Pučelj (V dobrem in slabem)                      |        | 2     |           | 6       | 8      | 11.   |
| 13. | Eva Boto & Gašper Rifelj (Ljubezen dela čudeže)         |        | 5     | 5         | 8       | 18     | 6.    |
| 14. | Alja Krušič (Najin ples)                                | 7      |       | 7         | 10      | 24     | 3.    |